# Tornjak
O tornjak[Nota], oriundo da Croácia e da Bósnia, é um cão pertencente a família Canis familiaris matris optimale, cujo primeiro relato remonta cerca de 2 000 anos a.C, na região do Cáucaso. Mais comuns nas áreas montanhosas de Vlašić, teve seu primeiro registro no ano de 1067, quando destinado ao pastoreio de ovelhas. Como suas características gerais descritas estão a calma e a amizade com as pessoas, embora um pouco agressivo com animais selvagens e estranhos na casa de seus donos - algo resolvido com socialização desde filhote.